# Junts (Hongria)
Junts - Partit per a una nova Era (en hongarès Együtt – A Korszakváltók Pártja) escurçat com a Junts (Együtt), va ser un partit polític socioliberal d'Hongria, creat inicialment com una coalició per a presentar-se a les eleccions de 2014. Més endavant, al 2018, després d'uns pobres resultats a les eleccions del mateix any, van decidir dissoldre el partit.

## Història
El 23 d'octubre de 2012, durant la manifestació antigovernamental del "Milió per la llibertat de premsa", Gordon Bajnai, ex-Primer Ministre com a candidat del Partit Socialista Hongarès, va anunciar el seu retorn a la política demanant la creació d'una gran aliança opositora per formar una supermajoria al Parlament amb l'ajuda de la qual es poguessin desfer els canvis realitzats pel partit governant d'Orbán, Fidesz. Setmanes més tard, va confirmar que es presentaria com a candidat parlamentari a les eleccions generals de 2014.
El plantejament de Bajnai era generar una organització paraigua similar al que va ser L'Ulivo italià, però els principals partits opositors s'hi van negar a participar. Així, el moviment, en el que participaven tres associacions polítiques, es va fundar com a partit propi el 8 de març de 2013. Van ser elegits tres copresidents: Viktor Szigetvári, Péter Kónya i Péter Juhász, representant així a les tres associacions fundadores. El partit va haver de crear-se com a Junts - Partit per a una nova Era perquè el nom de Junts 2014, que era el que s'utilitzava fins llavors, l'havien registrat abans que ells.
Més endavant formarien part de la coalició opositora Unitat, creada ex profeso per a les eleccions, en les quals es presentarien amb Diàleg per Hongria. Contràriament als seus plans, Bajnai no seria el candidat a Primer Ministre, sent escollit Attila Mesterházy del Partit Socialista. Tanmateix, les eleccions serien un fracàs tant per la coalició com pel partit, obtenint només 4 escons (3 del partit i 1 de Diàleg) dels 38 de l'aliança. Al mateix any, en les eleccions europees, en les quals també hi anaven amb Diàleg per Hongria, van obtenir el 7,25% dels vots i un eurodiputat, el qual era Benedek Jávor, colíder de Diàleg. A finals d'any la relació entre els dos grups es va trencar, provocant la pèrdua de representació al Parlament Europeu.
Després de la retirada de Gordon Bajnai el setembre de 2014, Viktor Szigetvári es va convertir en l'únic líder clau del partit, escollit oficialment president el febrer de 2015. El 24 de setembre de 2016, en una assemblea del partit, van decidir presentar-se de manera separada a les properes eleccions legislatives. El 4 de febrer de 2017, Péter Juhász va ser escollit nou líder del partit, tornant a recuperar la idea d'una gran coalició opositora, anomenada Nou Pol (Új Pólus), a la que convidava a La Política pot ser diferent, Diàleg per Hongria, Moviment Momentum, entre d'altres. La victòria interna de Juhász va provocar tensions internes, la diputada Zsuzsanna Szelényi abandonaria el partit però mantindria l'acta de diputada.
Mesos més tard, els partits convidats a la coalició de Junts anirien rebutjant la proposta, obligant al partit a presentar-se, tal com plantejaven al 2016, per separat. A les eleccions, finalment, el partit no arribaria al llindar electoral del 5%, rebent només un 0,66 per cent dels vots, tot i que el candidat Szabolcs Szabó va obtenir un mandat, convertint-se en l'únic diputat del seu partit. Unes setmanes més tard, el diputat passaria al grup de La Política pot ser diferent, deixant sense representació a Junts. Així, el partit es va dissoldre definitivament el 2 de juny de 2018.

## Resultats electorals

### Assemblea Nacional
| Any  | Resultats               | Resultats               | Resultats | Resultats | Govern   |
| Any  | Vots                    | %                       | Escons    | +/–       | Govern   |
| ---- | ----------------------- | ----------------------- | --------- | --------- | -------- |
| 2014 | Dins la coalició Unitat | Dins la coalició Unitat | 3 / 199   | Nou       | Oposició |
| 2018 | 37,561                  | 0.66% (#8)              | 1 / 199   | 2         | Oposició |

### Parlament Europeu
| Any  | Vots    | %          | Escons | +/- |
| ---- | ------- | ---------- | ------ | --- |
| 2014 | 168,076 | 7.25% (#5) | 0 / 21 | Nou |